# Antonio Lanza (arcivescovo)
Antonio Lanza (Castiglione Cosentino, 18 marzo 1905 – Reggio Calabria, 23 giugno 1950) è stato un arcivescovo cattolico italiano.

## Biografia
Ordinato sacerdote il 16 aprile 1927, fu nominato Arcivescovo metropolìta di Reggio Calabria e vescovo di Bova il 12 maggio 1943 a soli 38 anni, succedendo ad Enrico Montalbetti, che cinque mesi prima era rimasto ucciso a Melito Porto Salvo durante un bombardamento alleato. Fu consacrato il 29 giugno dello stesso anno.
Lanza guidò le diocesi negli anni della guerra, dell'occupazione alleata e del primo dopoguerra. Nel settembre 1947 fondò il settimanale L'Avvenire di Calabria, ancora oggi in attività. Morì il 23 giugno 1950, a 45 anni.
Un suo ritratto, olio su tela, del pittore Mario D'Agostino, è conservato nella Cattedrale di Reggio Calabria.
A monsignor Lanza è intitolato l'Istituto Superiore di Formazione Politico-Sociale dell'arcidiocesi di Reggio Calabria.

## Genealogia episcopale
La genealogia episcopale è:
- Cardinale Scipione Rebiba
- Cardinale Giulio Antonio Santori
- Cardinale Girolamo Bernerio, O.P.
- Arcivescovo Galeazzo Sanvitale
- Cardinale Ludovico Ludovisi
- Cardinale Luigi Caetani
- Cardinale Ulderico Carpegna

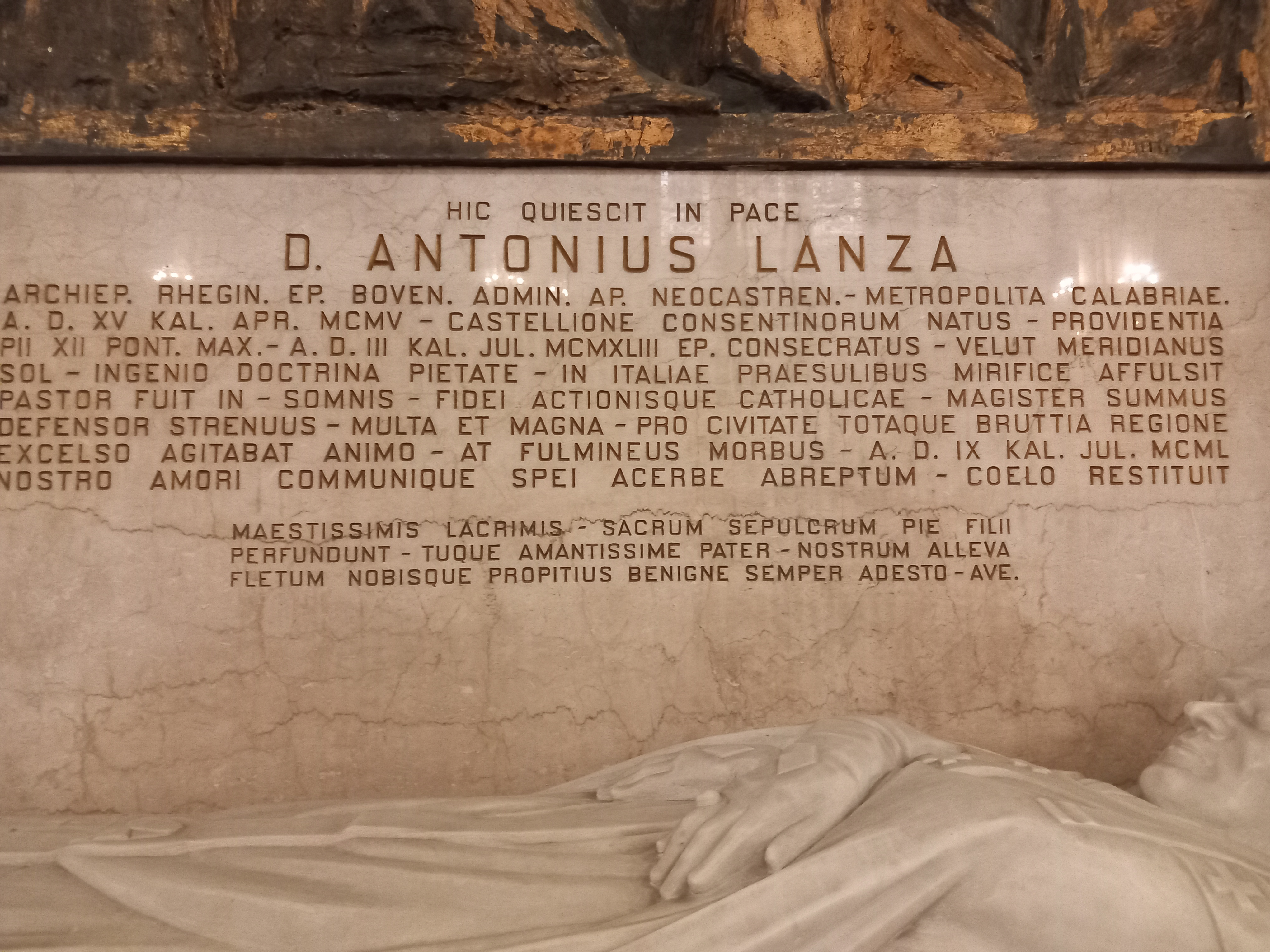
Sepolcro nel duomo di Reggio Calabria

- Cardinale Paluzzo Paluzzi Altieri degli Albertoni
- Papa Benedetto XIII
- Papa Benedetto XIV
- Papa Clemente XIII
- Cardinale Marcantonio Colonna
- Cardinale Giacinto Sigismondo Gerdil, B.
- Cardinale Giulio Maria della Somaglia
- Cardinale Carlo Odescalchi, S.I.
- Cardinale Costantino Patrizi Naro
- Cardinale Lucido Maria Parocchi
- Papa Pio X
- Cardinale Gaetano De Lai
- Cardinale Raffaele Carlo Rossi, O.C.D.
- Arcivescovo Antonio Lanza

## Opere
- Lanza A., Theologia moralis. Theologia moralis fundamentalis/mons. Antonius Lanza, Taurini - Romae: Marietti, 1949
- Lanza A., Attualità del cristianesimo: lettera pastorale per la quaresima 1944, Reggio Calabria: Scuola Tip. Opera Anonima, 1944
- Lanza A., Ricostruzione della famiglia: saggi e studi, S.l.: Studium, stampa 1943
- Lanza A., Quasi-contratto, Milano: Società editrice libraria, 1941
- Lanza A., La questione del momento in cui l'anima razionale è infusa nel corpo, Roma: Pontificio Ateneo Lateranense, 1939